# Richiesta di integrazione
In economia, la richiesta di integrazione (in inglese margin call) è lo strumento principale per diminuire o annullare il rischio di credito nel mercato dei futures, ossia il rischio che un investitore con una posizione lunga o corta risulti insolvente a fronte di una variazione per lui negativa del valore della posizione assunta (lunga o corta).
Nelle borse regolamentate ogni investitore deve versare un initial margin presso il conto di deposito di un socio della Clearing House (organismo che deve assicurare la non insolvenza per il futures che si negozia in quella Borsa) a fronte dell'apertura di una posizione long o short su un futures. Tale margine può essere versato direttamente al socio della Clearing House o tramite un broker (ad es. banche d'investimento) che apre un conto di deposito presso il socio della Clearing House. A seconda della variazione di valore del futures il margine iniziale aumenterà o diminuirà: se esso scende sotto il margine di mantenimento (nella normalità dei casi pari al 75% dell'initial margin) scatta la richiesta di integrazione (margin call) da parte del broker all'investitore che deve entro il giorno successivo riportare il margine iniziale al valore che esso aveva quando si è aperta la posizione; analogamente, se l'initial margin è superiore a quello di inizio posizione, l'investitore può prelevare l'eccesso. Se l'investitore non fa fronte alla margin call, il broker chiude immediatamente la posizione.
Un analogo meccanismo è previsto nei mercati OTC (reti elettroniche di mercati) ed è chiamato accordo di Collateralization.